# Bitwa na Morzu Żółtym
Bitwa na Morzu Żółtym – starcie zbrojne, które miało miejsce 10 sierpnia 1904 pomiędzy flotą rosyjską a japońską podczas wojny rosyjsko-japońskiej (1904–1905), stoczone podczas próby przedarcia się floty rosyjskiej z bazy Port Artur. Bitwa nie została rozstrzygnięta, lecz Japonia odniosła zwycięstwo operacyjne, nie dopuszczając do przedarcia się rosyjskiej floty i zmuszając ją do częściowego rozproszenia.

## Podłoże
W lipcu 1904 wojsko japońskie zaczęło atakować lądowe umocnienia rosyjskiej bazy morskiej w Chinach Port Artur. Po usytuowaniu artylerii na okolicznych wzgórzach, Japończycy uzyskali możliwość ostrzału rosyjskich okrętów w porcie z dział kalibru 120 mm. Od morza Port Artur był w tym czasie blokowany przez japońską Połączoną Flotę pod dowództwem wiceadmirała Heihachirō Tōgō.
Głównodowodzący rosyjską Eskadrą Pacyfiku po śmierci adm. Makarowa kontradmirał Wilgelm Witgeft (Withöft), w przeciwieństwie do poprzednika nie wykazywał inicjatywy i nie wierzył w powodzenie starcia z Japończykami. Niemniej, zdając sobie sprawę, że rosyjska eskadra okrętów może ulec zniszczeniu w porcie, a nadto na wyraźny rozkaz carskiego namiestnika Aleksjejewa, 10 sierpnia (28 lipca według kalendarza juliańskiego) o świcie wyszedł swoją eskadrą z portu. Przez wody wokół Port Artur zespół został przeprowadzony przez trałowce i ok. 10.30 eskadra wyruszyła na pełne morze, w celu przedarcia się do Władywostoku.
Rosjanie wypłynęli wszystkimi 6 pancernikami i 4 krążownikami pancernopokładowymi oraz częścią - 8 niszczycielami. Krążownik pancerny „Bajan” musiał pozostać w bazie z powodu uszkodzenia na minie. Admirał Tōgō z kolei, po stracie dwóch pancerników na minach, dysponował tuż przed bitwą 4 pancernikami, 12 krążownikami (w tym 4 krążownikami pancernymi), 1 pancernikiem obrony wybrzeża i ok. 30 niszczycielami. Okręty te dozorowały w okolicach Port Artur, w kilku zespołach.

## Bitwa

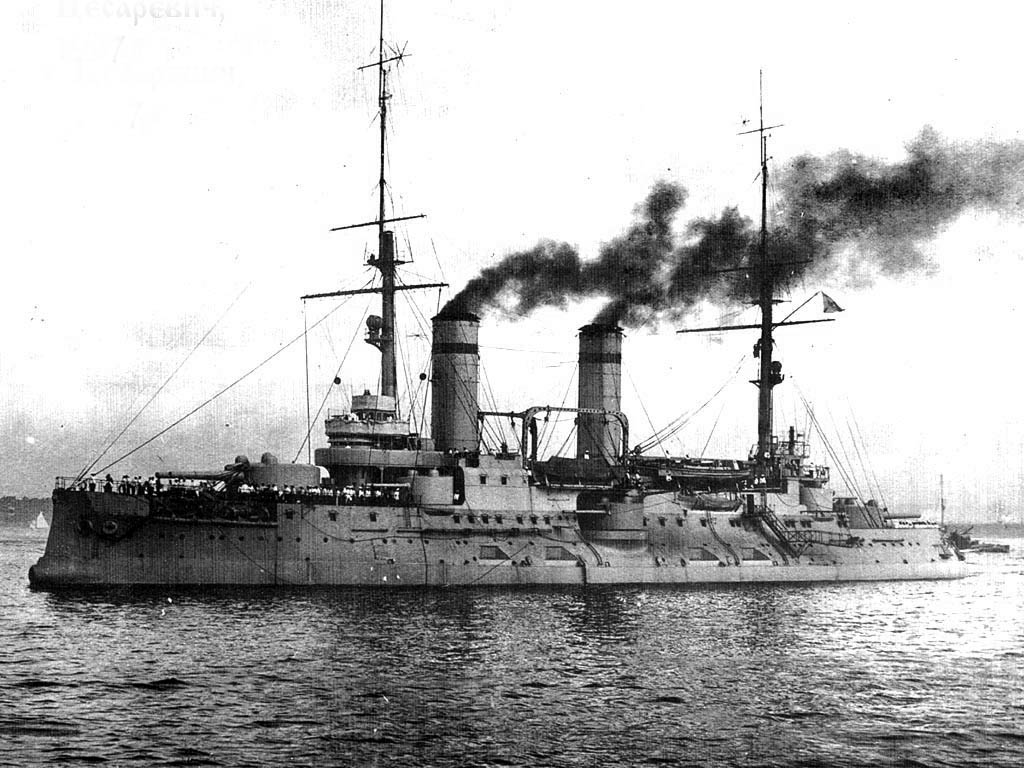
Pancernik „Cesariewicz”

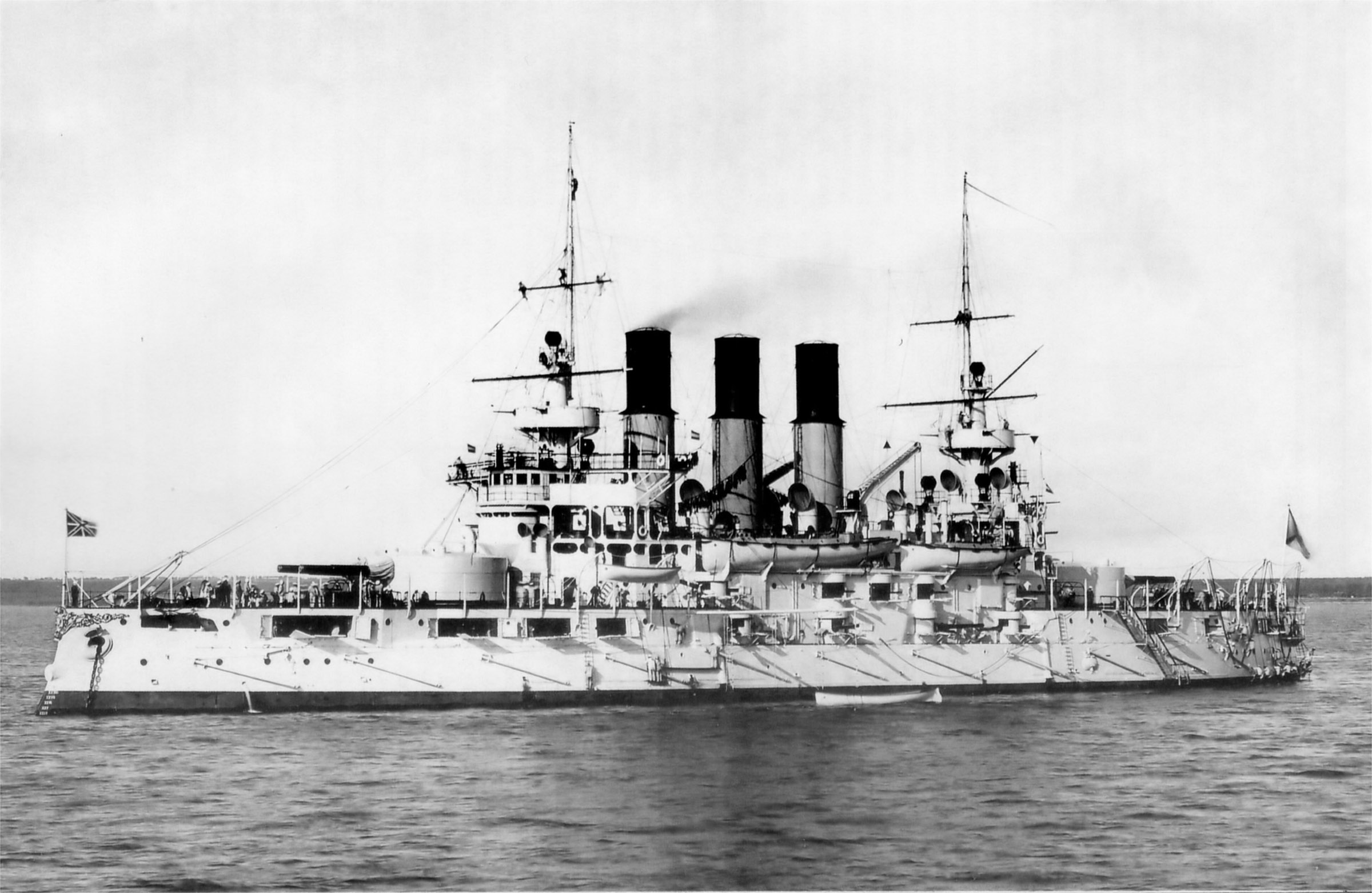
Pancernik „Retwizan”

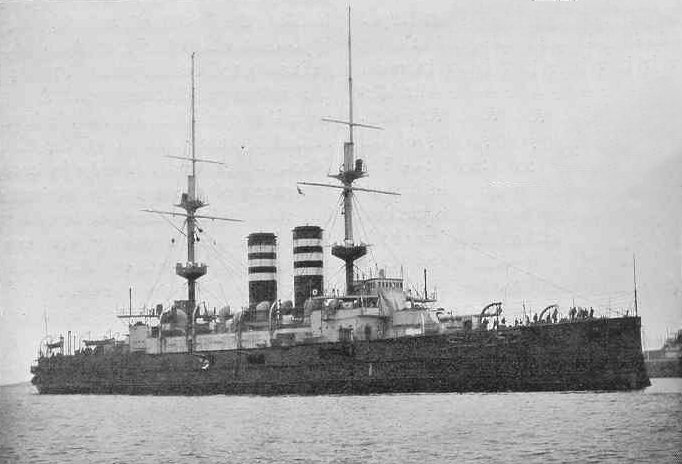
Pancernik „Mikasa”

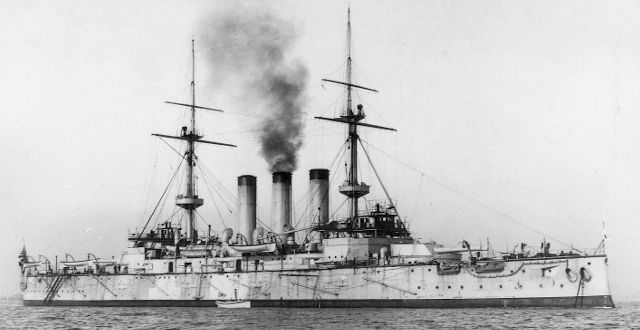
Pancernik „Shikishima”

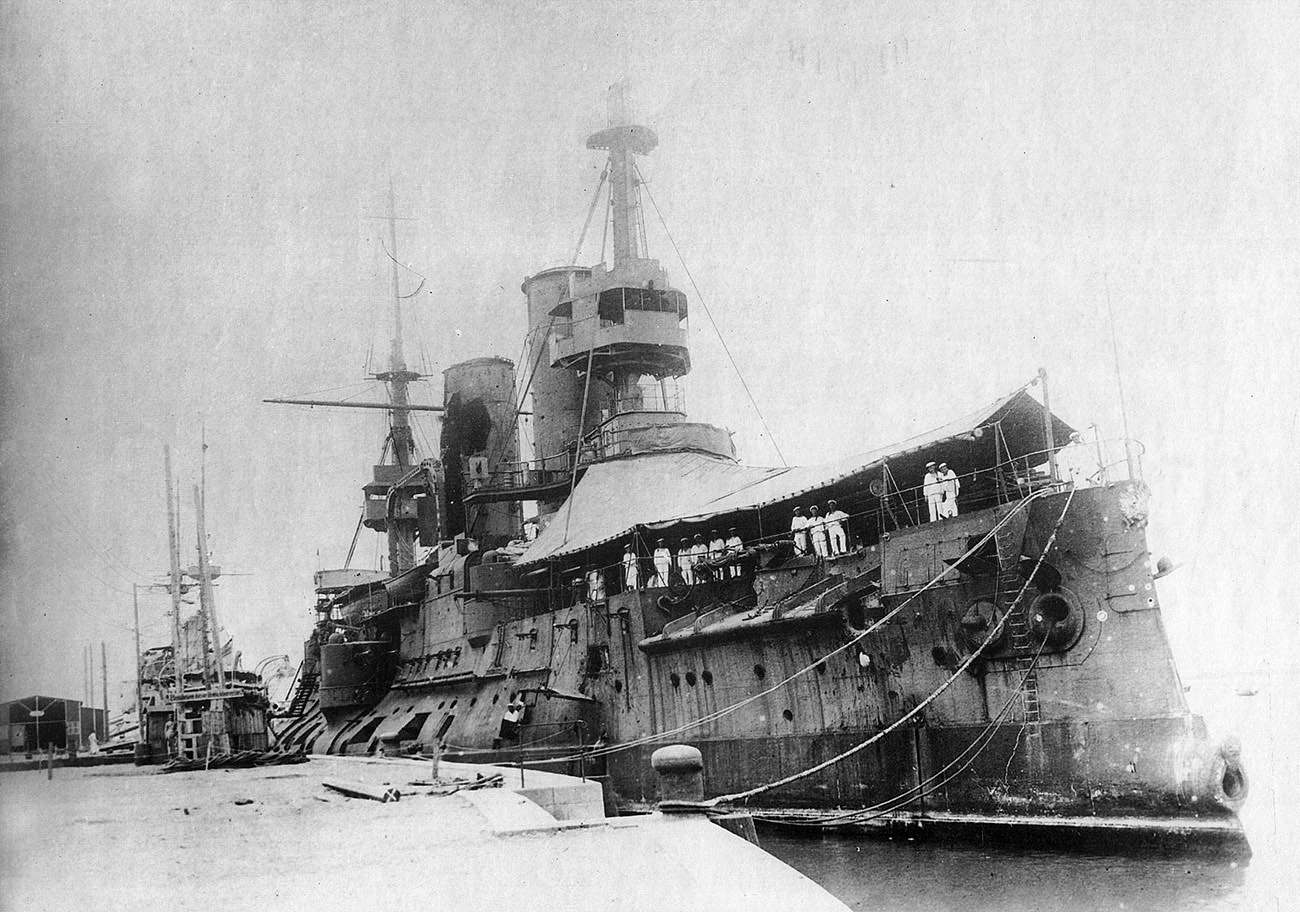
Uszkodzony „Cesariewicz” internowany w Qingdao

Witgeft nie dążył do stoczenia decydującej bitwy, w której powodzenie od początku nie wierzył, lecz jego celem było przedarcie się bez strat. Rosjanie płynęli kursem na południowy wschód, w szyku torowym: najpierw pancerniki: flagowy „Cesariewicz”, „Retwizan”, „Pobieda”, „Pierieswiet”, „Siewastopol” i „Połtawa”, za nimi krążowniki. Już o świcie admirał Tōgō otrzymał informację o wyruszeniu zespołu rosyjskiego i skoncentrował swoje siły. Na Morzu Żółtym doszło do spotkania zespołu rosyjskiego z siłami głównymi Tōgō - 1. Dywizjonem w składzie 4 pancerników i 2 krążowników pancernych, nadpływającym z północnego wschodu, który przeciął następnie kurs rosyjskiej eskadry. Ponadto, kursem zbieżnym z Rosjanami płynął na południu 3. Dywizjon admirała Dewy w składzie krążownika pancernego „Yakumo” i trzech szybkich krążowników, a od północy podążał w kierunku starcia jeszcze 5. Dywizjon złożony z trzech starych i powolnych, aczkolwiek silnych okrętów oraz 6. Dywizjon trzech małych krążowników. Krążownik pancerny „Asama” został zaś odesłany pod Dalnyj w celu przyprowadzenia 4. i 5. Dywizjonu Niszczycieli, które przybyły pod wieczór. 
O godzinie 12.15 Japończycy otworzyli pierwsi ogień z odległości ok. 14 km, po czym dystans się zmniejszył. Prowadząc jednak eskadrę w kierunku ominięcia blokady japońskiej, robiąc kolejne zwroty, rosyjski admirał doprowadził do rozejścia się obu eskadr na kontrkursach. Po godzinie 13 Rosjanom udało się oderwać od nieprzyjaciela i obrać kurs na Cieśninę Koreańską. W tej pierwszej fazie bitwy żadna ze stron nie doznała poważnych strat, chociaż kilka okrętów odniosło lekkie uszkodzenia. Tōgō, nie chcąc dopuścić do przedarcia się Rosjan, podjął pościg za odpływającą rosyjską eskadrą.
Dopiero około godziny 16.30 Tōgō zdołał doścignąć okręty Witgefta i otworzył do nich ogień. Obie floty płynęły w kierunku wschodnim na zbiegających się kursach, Japończycy płynęli po prawej burcie Rosjan, w szyku torowym - pancerniki: „Mikasa”, „Asahi”, „Fuji” i „Shikishima” oraz krążowniki pancerne „Kasuga”, „Nisshin” i „Yakumo” (dołączony z 3. Dywizjonu). Pierwszoplanowym celem Japończyków stał się wiodący szyk okręt flagowy „Cesariewicz”, lecz rozpraszali oni także ogień na inne okręty, głównie „Retwizan” i „Piereswiet”, z kolei Rosjanie skoncentrowali ogień na flagowym pancerniku „Mikasa”.
Eskadrze rosyjskiej być może udałoby się umknąć i zgubić Japończyków po zapadnięciu zmroku, lecz około godziny 17.40, po trafieniu w stanowisko dowodzenia „Cesariewicza”  pociskiem kalibru 305 mm, admirał Witgeft i oficerowie jego sztabu ponieśli śmierć. Jeszcze gorszy dla przebiegu bitwy skutek odniósł kolejny pocisk, który trafił kilka minut później w sterówkę, na skutek czego „Cesariewicz” utracił sterowność, robiąc ostry zwrot w lewo i schodząc z kursu ucieczki. Pozostałe okręty rosyjskiej eskadry, pomimo braku sygnałów, zaczęły powtarzać manewr okrętu flagowego. Tymczasem „Cesariewicz” kontynuował zwrot, wchodząc w cyrkulację i przecinając szyk eskadry, co wprowadziło zamieszanie wśród okrętów rosyjskich. Kiedy wreszcie kontradmirał Paweł Uchtomski na uszkodzonym pancerniku „Piereswiet” otrzymał sygnały z okrętu flagowego i objął dowództwo, szyk rosyjskiej eskadry już złamał się („Pierieswiet” miał odstrzelone stengi masztów, toteż przekazywanie sygnałów flagowych od nowego dowódcy budziło trudności).
W chaosie, dowódca pancernika „Retwizan”, komandor Edward Szczęsnowicz (Polak z pochodzenia), skierował się w środek linii okrętów japońskich, podejmując próbę staranowania krążownika „Nisshin”, w celu odciągnięcia uwagi japońskiej. Japończycy skoncentrowali wówczas ogień na „Retwizanie”, który, po doznaniu uszkodzeń i ranieniu jego dowódcy, musiał wykonać zwrot. W tym czasie większość eskadry rosyjskiej zawróciła w kierunku Port Artur. Japończycy nie ścigali rosyjskiej eskadry siłami głównymi, obawiając się utraty któregoś ze swoich nielicznych już pancerników w nocnym boju na małe odległości, natomiast wysłali za nią niszczyciele. Nocne ataki torpedowe japońskich niszczycieli nie odniosły jednak rezultatu.

## Po bitwie
Wprawdzie żaden z okrętów rosyjskich nie został zatopiony podczas bitwy, lecz eskadra rosyjska, która powróciła do Port Artur, uległa osłabieniu o kilka okrętów, które odłączyły się od niej. Uszkodzony „Cesariewicz” i trzy niszczyciele („Biesstrasznyj”, „Biesposzczadnyj”, „Biesszumnyj”) udały się do niemieckiego portu w Chinach Tsingtau, a krążownik „Diana” do francuskiego Sajgonu, gdzie zostały internowane. Również niszczyciel „Grozowoj” został internowany w Szanghaju.
Jedynie dwa najszybsze krążowniki, „Askold” i „Nowik”, zdołały przerwać okrążenie po walce z przeważającymi siłami japońskich krążowników, płynąc na południe. Na skutek poważnych uszkodzeń, „Askold” musiał jednak zawinąć do Szanghaju, gdzie został internowany. Jedynie dowódca małego krążownika „Nowik”, Maksimilian Szulc z I oficerem Kazimierzem Porębskim, zdecydowali próbować przebić się do Władywostoku. Okręt, po uzupełnieniu węgla w Tsingtau, obrał kurs naokoło Wysp Japońskich w kierunku cieśniny La Pérouse’a, lecz 20 sierpnia został przechwycony przez japońskie silniejsze krążowniki „Tsushima” i „Chitose” w okolicy Korsakowa na Sachalinie. Uszkodzony w walce, musiał zawrócić do portu Korsakow, gdzie został zatopiony przez załogę. W walce sam także uszkodził krążownik „Tsushima”.
Wprawdzie w bitwie na Morzu Żółtym nie został zatopiony żaden okręt, jednakże była ona niewątpliwym sukcesem operacyjnym Japończyków, w dodatku posiadających słabsze siły w kategorii głównych okrętów. Eskadra rosyjska została osłabiona, a pozostałe okręty, w większości uszkodzone, powróciły do oblężonego Port Artur, gdzie uległy następnie zatopieniu przed upadkiem twierdzy w styczniu 1905, nie podejmując już żadnej aktywności. Paradoksalnie, okręty internowane po bitwie były jedynymi ocalonymi okrętami dla rosyjskiej marynarki po wojnie. Tuż po bitwie, 14 sierpnia 1904, porażkę w bitwie pod Ulsan poniósł także rosyjski władywostocki zespół krążowników, pod dowództwem kontradmirała Karla Jessena, wysłany w celu spotkania przedzierającej się floty. 
Po stronie japońskiej okręty również odniosły uszkodzenia, najcięższe – pancernik flagowy „Mikasa”, który stracił 32 marynarzy. Ogień japoński w toku bitwy okazał się bardziej efektywny na skutek lepszego wyszkolenia artylerzystów – japońskie pancerniki uzyskały 130 trafień, rosyjskie tylko 32. Pomimo to liczba trafień jak na kilkugodzinne starcie była niewielka i przed bitwą pod Cuszimą japońskie okręty zostały wyposażone w dostarczone pośpiesznie z Wielkiej Brytanii celowniki teleskopowe, które polepszyły celność.

## Zestawienie sił

### Rosja
1. Eskadra Pacyfiku - kontradmirał Wilhelm Witgeft†, późn. kadm. Paweł Uchtomski 
- Zespół pancerników (kadm. W. Witgeft†, późn. kadm P. Uchtomski):
  - „Cesariewicz” (okręt flagowy W. Witgefta)
  - „Retwizan” (d-ca kmdr Edward Szczęsnowicz)
  - „Pobieda”
  - „Pierieswiet” (flagowy P. Uchtomskiego)
  - „Siewastopol”(inne języki)
  - „Połtawa”(inne języki)
- Zespół krążowników pancernopokładowych (kadm. N. Rejzensztajn):
  - „Askold” (flagowy N. Rejzensztajn):
  - „Diana”
  - „Pałłada”
  - „Nowik”
- niszczyciele: „Biesposzczadnyj”, „Biesszumnyj”, „Biesstrasznyj”, „Wynosliwyj”, „Włastnyj”, „Grozowoj”, „Bojkij”, „Burnyj”

### Japonia
Połączona Flota - wiceadmirał Heihachirō Tōgō
- 1. Dywizjon (wadm. H. Tōgō):
  - pancernik „Mikasa” (flagowy H. Tōgō)
  - pancernik „Asahi”
  - pancernik „Fuji”
  - pancernik „Shikishima” (flagowy kadm. T. Nashiby[3])
  - krążownik pancerny „Kasuga”
  - krążownik pancerny „Nisshin”
- 3. Dywizjon (kadm. Shigetō Dewa):
  - krążownik pancerny „Yakumo” (flagowy S. Dewa)
  - krążownik pancernopokładowy „Kasagi” (później flagowy S. Dewa)
  - krążownik pancernopokładowy „Chitose”
  - krążownik pancernopokładowy „Takasago”
- 5. Dywizjon:
  - krążownik pancernopokładowy „Hashidate”(inne języki)
  - krążownik pancernopokładowy „Matsushima”(inne języki)
  - pancernik obrony wybrzeża „Chin'en”
- 6. Dywizjon:
  - mały krążownik pancernopokładowy „Akashi”
  - mały krążownik pancernopokładowy „Suma”
  - mały krążownik pancernopokładowy „Akitsushima”
- 5. Dywizjon Niszczycieli:
  - krążownik pancerny „Asama”
  - niszczyciele
- lista do uzupełnienia